# Дора Вентер
Дора Вентер (мађ. Dora Venter), рођена као Мелинда Гал (мађ. Melinda Gál), Шалготарјан, 1. октобра 1976) мађарска је порнографска глумица шведског порекла.

## Биографија
Преселила се у Будимпешту и школовала се за медицинску сестру, а за то је и добила сертификат 1998. године. На аудицију за порнографију пријавила се крајем априла 1999. и свој први филм снимила неколико недеља после тога. Ово је првобитно требало да допуни малу плату медицинске сестре, али се завршило као порнографска каријера.
У својој раној каријери, Дора је глумила у шведским филмовима режисера Мајка Бека (Mike Beck), под псеудонимом Клаудија Венштрем (Claudia Wennström). Касније се појављује у италијанским, немачким, француским и мађарским филмовима. Од 2001. до 2004. године радила је за каталонског режисера Конрада Сона (Conrad Son), у порнографским улогама више уметничког типа. Већи део њеног рада укључује анални секс.
На Еротском филмском фестивалу у Барселони 2003. била је номинована за најбољу глумицу у филму Laura está sola („Лаура је сама”), а 2004. освојила је награду за најбољу споредну улогу у филму La Memoria de los peces (у слободном преводу: „Риба памти”). Обе ове награде биле су за предузеће Конрада Сона.
Вратила се својој професији медицинске сестре септембра 2003, мада, судећи по доступној филмографији, са снимањима није престала. Навела је да њени пријатељи знају њену порнографску каријеру, док већина њених пацијената ипак не, због ограниченог продора међународне порнографије у Мађарској.

## Филмографија
-{
- Debauchery 5 (1999)
- Junge Debutantinnen 12: Harry lasst die Moschen tanzen (1999)
- Principe de plaisir (1999)
- Zones interdites (1999)
- Aberrazioni Sessuali in un Carcere Albanese (2000)
- Affari di Famiglia (2000)
- All Sex: Intimita proibite di 2 giovani casalinghe (2000)
- Arsenio Lupin (2000)
- Banda del Sabato Sera (2000)
- Enfile Moi (2000)
- Finishing School (2000)
- Fresh Euro Flesh 5 (2000)
- Fresh Meat 10 (2000)
- Haunted Love (2000)
- Hustler XXX 2 (2000)
- Incesto (2000)
- Napoli (2000)
- Orgy in Black (2000)
- Phone Sex (2000)
- Pirate Deluxe 13: Rubberfuckers Rule (2000)
- Private Lessons (2000)
- Strano inganno (2000)
- Vacanze di Capodanno 2000 (2000)
- Voyeur 18 (2000)
- All Sex: Casino (2001)
- Ass Quest 4 (2001)
- Black Label 21: Lust Tango In Paris (2001)
- Bubblegum Babes 3 (2001)
- Buttman's Anal Show 3 (2001)
- Collectionneuse (2001)
- Farlig Potens (2001)
- Fatal Desire (2001)
- Gang Bang Angels 20 (2001)
- Hardcore Schoolgirls 18 (2001)
- Hotel Desire (2001)
- Indiana Mack 2: Sex in the Desert (2001)
- Legs in the Air (2001)
- Make Up (2001)
- Pickup Babes 4 (2001)
- Pirate Fetish Machine 2: Dominatrix Sex Gambit (2001)
- Private Black Label 20: Brides And Bitches (2001)
- Private Reality 4: Just Do it to Me (2001)
- Private XXX 13: Sexual Heat (2001)
- Profession Gros Cul (2001)
- Ragazza dalla pelle di luna (2001)
- Rocco: Animal Trainer 8 (2001)
- Sex Opera (2001)
- Sodomania: Slop Shots 10 (2001)
- 18 salopes a enculer (2002)
- Black Label 27: Love Story (2002)
- China Box (2002)
- Christoph's Beautiful Girls 6 (2002)
- Debi Diamond: Up Close and Personal (2002)
- Enjoy 1 (2002)
- Fantasie di Natale (2002)
- Fresh Butts And Natural Tits 1 (2002)
- Hardcore Innocence 5 (2002)
- Michelle és Sandra (2002)
- No Limits 3 (2002)
- Nosferatu (2002)
- Orgy World: The Next Level 4 (2002)
- Pirate Fetish Machine 7: Fetish TV (2002)
- Pornutopia 1 (2002)
- Private Castings X 37 (2002)
- Private Gladiator 3: The Sexual Conquest (2002)
- Private Orgies (2002)
- Private Reality 10: Ladder Of Love (2002)
- Runter das Hoschen rein ins Doschen (2002)
- Sex Around The World: Sexy Swedish Girls (2002)
- Sex Secrets of the Paparazzi (2002)
- Virtualia 6: Lost In Sex (2002)
- Visions (2002)
- Anything You Want (2003)
- Butt Gallery 1 (2003)
- Collectionistas (2003)
- Euro Girls Never Say No 3 (2003)
- Full Anal Access 3 (2003)
- Hustler Confidential 5: Riviera Heat 1 (2003)
- Hustler Confidential 6: Riviera Heat 2 (2003)
- Ice Cold Craving (2003)
- Kaloz radio (2003)
- Kovac (2003)
- Little White Slave Girls 3 (2003)
- My POV 2 (2003)
- Private Life of Dora Venter (2003)
- Private Reality 14: Girls of Desire (2003)
- Private Reality 15: Never Say No (2003)
- Private Reality 19: Beds of Sin (2003)
- Private Reality 20: Forbidden Games (2003)
- Private Sports 4: Snow Sluts (2003)
- Sex Around The World: Sweden 2 (2003)
- Sex Bullets (2003)
- Viking Legend (2003)
- Adventures of Dirty Dog 1: Give a Dog a Bone (2004)
- Anal Romance 1 (2004)
- Cum In My Ass Not In My Mouth 3 (2004)
- Euro Sluts 4: Caos (2004)
- Girls on Girls 2 (2004)
- House of Desire (2004)
- Intrigo (2004)
- Jaw Breakers 3 (2004)
- Just Fuckin' 1 (2004)
- Look What's Up My Ass 3 (2004)
- Private: Best of the Best, 1997-2002 (2004)
- Puritan Magazine 51 (2004)
- Reckless Teens (2004)
- Sex Ambassador (2004)
- Sex Symbol (2004)
- 2 on 1 21 (2005)
- Anal Excursions 3 (2005)
- Anal Prostitutes On Video 3 (2005)
- Black Label 38: Chateau 3 (2005)
- Chateau 1 (2005)
- Chateau 2 (2005)
- Coxxxuckers (2005)
- Euro Sluts 5: Whore (2005)
- Euro Sluts 9: My Friends (2005)
- Fragile 2 (2005)
- Gangbang Auditions 15 (2005)
- Hacienda (2005)
- Hustler Casting Couch 9 (2005)
- Lost (2005)
- Missing (2005)
- No Mercy 1 (2005)
- Private Porn Vacation: Cannes (2005)
- Private Xtreme 20: Hungry Asses (2005)
- Sandy's Girls 2 (2005)
- Tic Tac Toe's 1 (2005)
- Anal Asspirations 4 (2006)
- Angel Perverse 1 (2006)
- Between The Cheeks (2006)
- Black Label 42: Addiction (2006)
- Couch (2006)
- Cum Hungry Leave Full 1 (2006)
- Cumstains 7 (2006)
- Dora Venter's Fuck Me (2006)
- Illegal Ass 2 (2006)
- Outnumbered 4 (2006)
- POV 5 (II) (2006)
- POV Centerfolds 3 (2006)
- Sexy Santa (2006)
- What a Girl Wants 2 (2006)
- All Internal 2 (2007)
- Anal Connexion (2007)
- Anal Debauchery 1 (2007)
- Angel Perverse 6 (2007)
- Bondage Thoughts (2007)
- Evil Nurse (2007)
- Footsie Babes 3 (2007)
- MILF Next Door 1 (2007)
- Private XXX 37: Stars In Heat (2007)
- Pussy Lovers (2007)
- Racconti Anali di Sofia Gucci (2007)
- Anal Master Class (2008)
- Big Butt Attack 1 (2008)
- Domination Zone 2 (2008)
- Gangbang Junkies 1 (2008)
- Gangbang That Bitch That Doesn't Bang (2008)
- Gorgeous Nympho Whores (2008)
- Kiss Me First 1 (2008)
- MILF Thing 1 (2008)
- Mundo Perro 1 (2008)
- Porn Week: Budapest Party (2008)
- Porn Week: Prague Pussyfest (2008)
- Private Specials 6: Cheating MILFs (2008)
- Roma 3 (2008)
- Sex Trap (2008)
- Step By Step 1 (2008)
- Who's Your Mommie 5 (2008)
- Art Of The Cumfart 2 (2009)
- Bar Bangers 1 (2009)
- Copz (2009)
- Cumstains 10 (2009)
- Fetish Fantasy (2009)
- Big Butt Attack 9 (2010)
- Big Fucking Assholes 2 (2010)
- Buttman's Nordic Blondes (2010)
- Hot Sex (II) (2010)
- Pop Swap 2 (2010)
- Anal Attack 3 (2011)
- Gangbang Whores (2012)
- Pilot Seat 2 (2013)

}-